# Monica Charlot
Pour les articles homonymes, voir Charlot (homonymie).
Monica Charlot, née à Londres (Chalk Farm, au nord-ouest de l'agglomération) le 31 mai 1933 et morte le 20 mai 2005 à Rennes, est une historienne franco-britannique, spécialisée dans l'étude de la civilisation britannique.

## Biographie
Née en Angleterre d'une mère britannique et d'un père suisse, consul de ce pays en Angleterre, elle fait ses études secondaires à la Camden School for girls (Londres) puis à Manchester. Elle fait des études de français au Bedford College de Londres, puis est assistante d'anglais en France où elle épouse Jean Charlot. Elle obtient l'agrégation d'anglais (1959) et enseigne en lycée, puis à l'université Paris-Nanterre. Elle soutient en 1971 une thèse d'État consacrée à l'étude des campagnes électorales au Royaume-Uni entre 1933 et 1970, publiée sous l'intitulé La démocratie à l'anglaise. Elle est ensuite professeure de civilisation britannique à l'Université Sorbonne-Nouvelle, où elle contribue à la création du Centre de recherches et d'études en civilisation britannique,. Elle travaille essentiellement sur les questions liées à la vie politique et sociale de la Grande-Bretagne au XIXe siècle et au XXe siècle, et contribue fortement à développer en France le domaine des études de la civilisation britannique, par ses nombreuses publications comme par son enseignement.
Elle dirige la Maison française d'Oxford en 1984-1991.

## Publications
- La vie politique dans l'Angleterre d'aujourd'hui, Armand Colin, 1967.
- Le syndicalisme en Grande-Bretagne, Armand Colin, 1970.
- La démocratie à l'anglaise, Les Presses de science po, 1972 448 p.  (ISBN 2-7246-0229-3), prix Marie-Eugène Simon-Henri-Martin de l’Académie française en 1974.
- Naissance d'un problème racial, Armand Colin, 1972.
- Guide de civilisation britannique, Armand Colin, 1975.
- Vivre avec la mort, Editions Alain Moreau, Paris, 1976
- Les femmes dans la société britannique, Armand Colin, 1977.
- La société victorienne, Armand Colin, 1978.
- L'Angleterre cette inconnue : une société qui change, Armand Colin, 1980.
- L'Angleterre, 1945-1980 : le temps des incertitudes, Imprimerie Nationale, 1981.
- Le système politique britannique, Armand Colin, 1982.
- Britain revisited : Anthologie de civilisation contemporaine, 1982.
- Victoria, le pouvoir partagé, Flammarion, 1989.
- Londres, 1851-1901 : l'ère victorienne ou le triomphe des inégalités, Autrement, 1990.
- A divided Britain, Longman, 1991. (en)
- Le Thatchérisme, CRECIB, 1992.
- Le Parti travailliste britannique, Montchrestien, 1992.
- Britain's inner cities, Ophrys, 1994. (en)
- 19th century Britain : home affairs, key documents, 1815-1901, Ophrys, 1995. (en)
- Institutions et forces politiques du Royaume-Uni, Masson, 1995.
- The Wilson Years, Didier, 1998. (en)
- Glossaire des institutions politiques du Royaume-Uni, Nathan, 1999.
- Pauvreté et inégalités en Grande-Bretagne : de 1942 à 1990, Ophrys, 2000.
- The Monarchy in Britain in the 20th century, Ophrys, 2000. (en)
- Le Pouvoir politique en Grande-Bretagne, PUF, 2000.
- Le Parti conservateur en Grande-Bretagne (dir.), Ophrys, 2003.
- Nouvelles valeurs dans l'Angleterre d'aujourd'hui, Presses Sorbonne Nouvelle, 2003.

## Distinctions
- Officière de la Légion d'honneur, en 2000[10].
- Officière de l'ordre national du Mérite
- Officière de l'ordre des Palmes académiques
- Officer of the British Empire (OBE)